# Sperrstelle Hülftenschanze

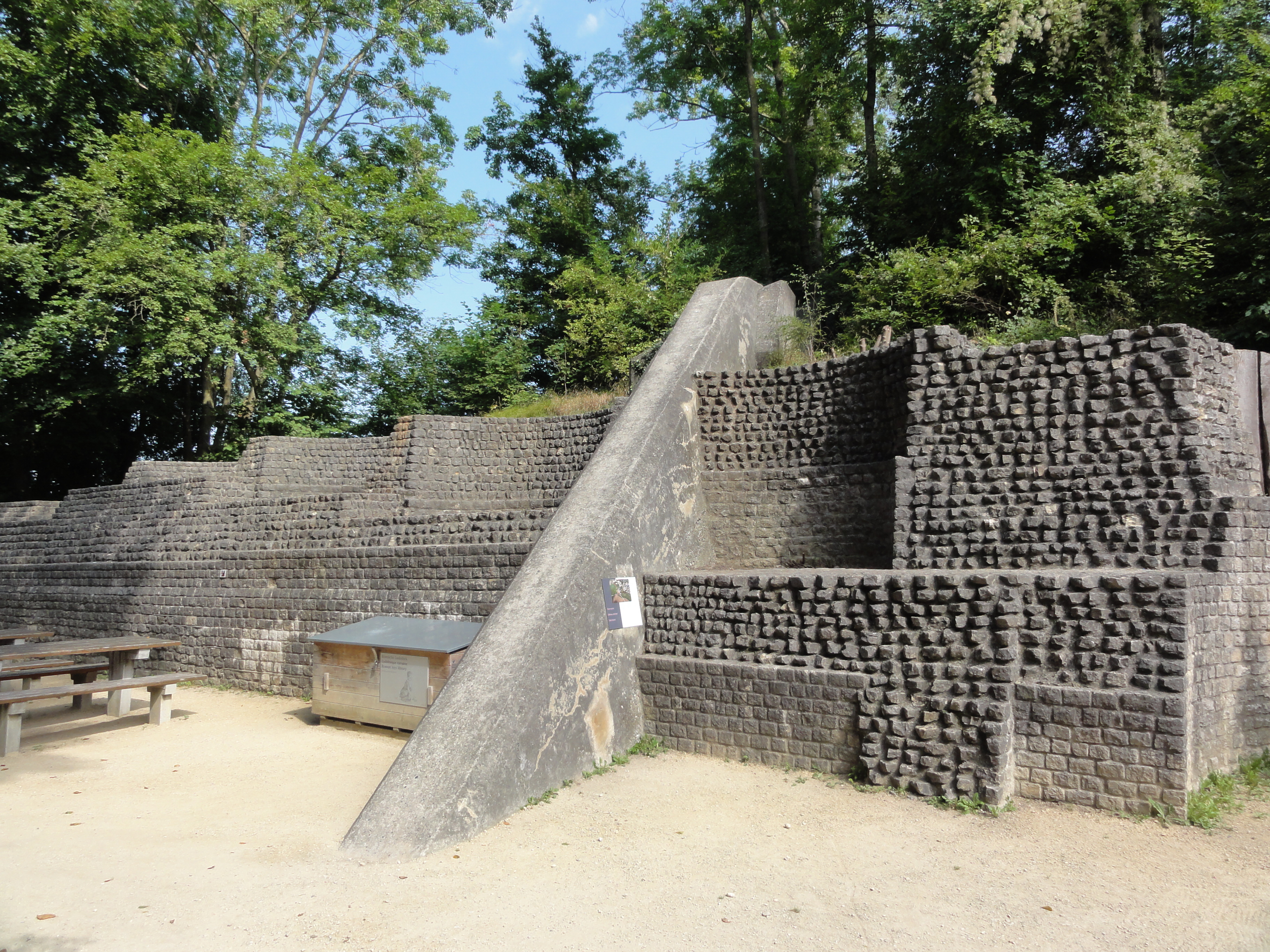
Panzersperre Augst neben dem römischen Amphitheater

Die Sperrstelle Hülftenschanze war eine Grenzbefestigung der Schweizer Armee im Kanton Basel-Landschaft. Sie erstreckt sich von Pratteln über Frenkendorf, Füllinsdorf bis nach Liestal und gehörte zur Grenzbrigade 4.
Die Sperrstelle gilt als militärhistorisches Denkmal von nationaler Bedeutung.

## Vorgeschichte

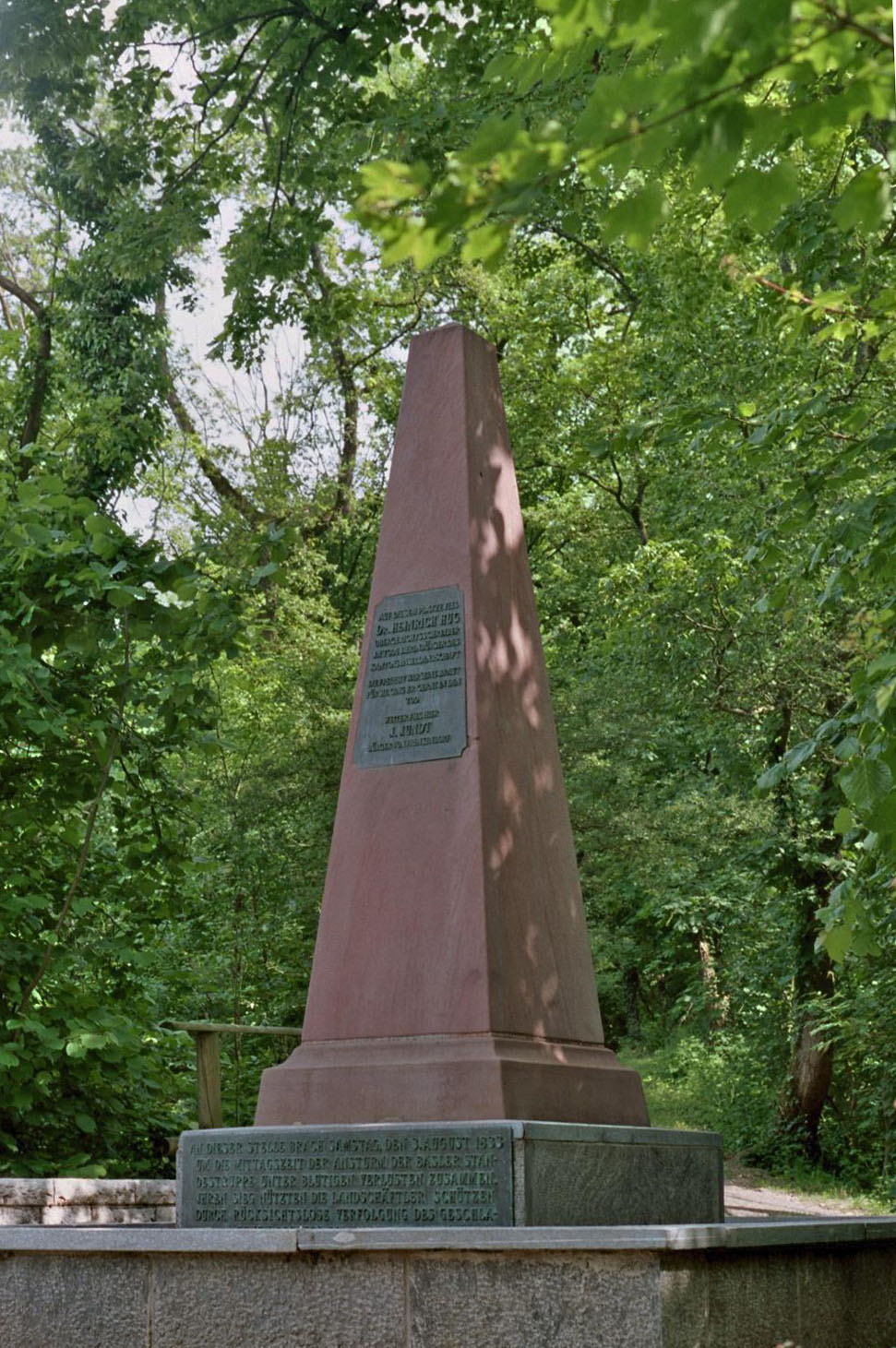
Denkmal «Hülftenschanz»

Der Zugang vom Rhein zur Baselbieter Kantonshauptstadt Liestal und dem Tafeljura konnte durch drei Feldschanzen beidseitig des Flusses Ergolz verteidigt werden: In Frenkendorf mit den hinter dem Hülftengraben liegenden Schanze bei der Griengrube ⊙ und der nördlich davon befindlichen Hülftenschanz (1689 beim heutigen Hülftenhof errichtet) ⊙ sowie in Füllinsdorf mit der nordöstlich gegenüber liegenden Birchschanze ⊙. Bei der Schanze Griengrube fand im August 1833 im Zusammenhang mit der Basler Kantonstrennung die entscheidende militärische Auseinandersetzung statt.

## Geschichte
Nachdem bereits 1935 Pläne vorlagen, begann die Bautätigkeit 1937 an der Grenzbefestigung Liestal-Hülften mit dem Geländepanzerhindernis durch Genietruppen und 1938 durch Baufirmen mit den Infanteriebunkern Hülften und Buholz. Nach der Mobilmachung baute die Grenzbrigade 4 bis zum Aktivdienstende 70 betonierte Infanteriebunker und Unterstände. Im März 1940 war die Sperrstelle betriebsbereit. Ab 1941 war sie Teil der Kampfgruppe Ergolz-Gempen (Grenzregiment 48).
Die Sperrstelle hatte den Zugang von Norden in den Tafeljura und zum Oberen und Unteren Hauensteinpass ins Mittelland zu sperren.

## Verteidigungsanlagen Hülftenschanze

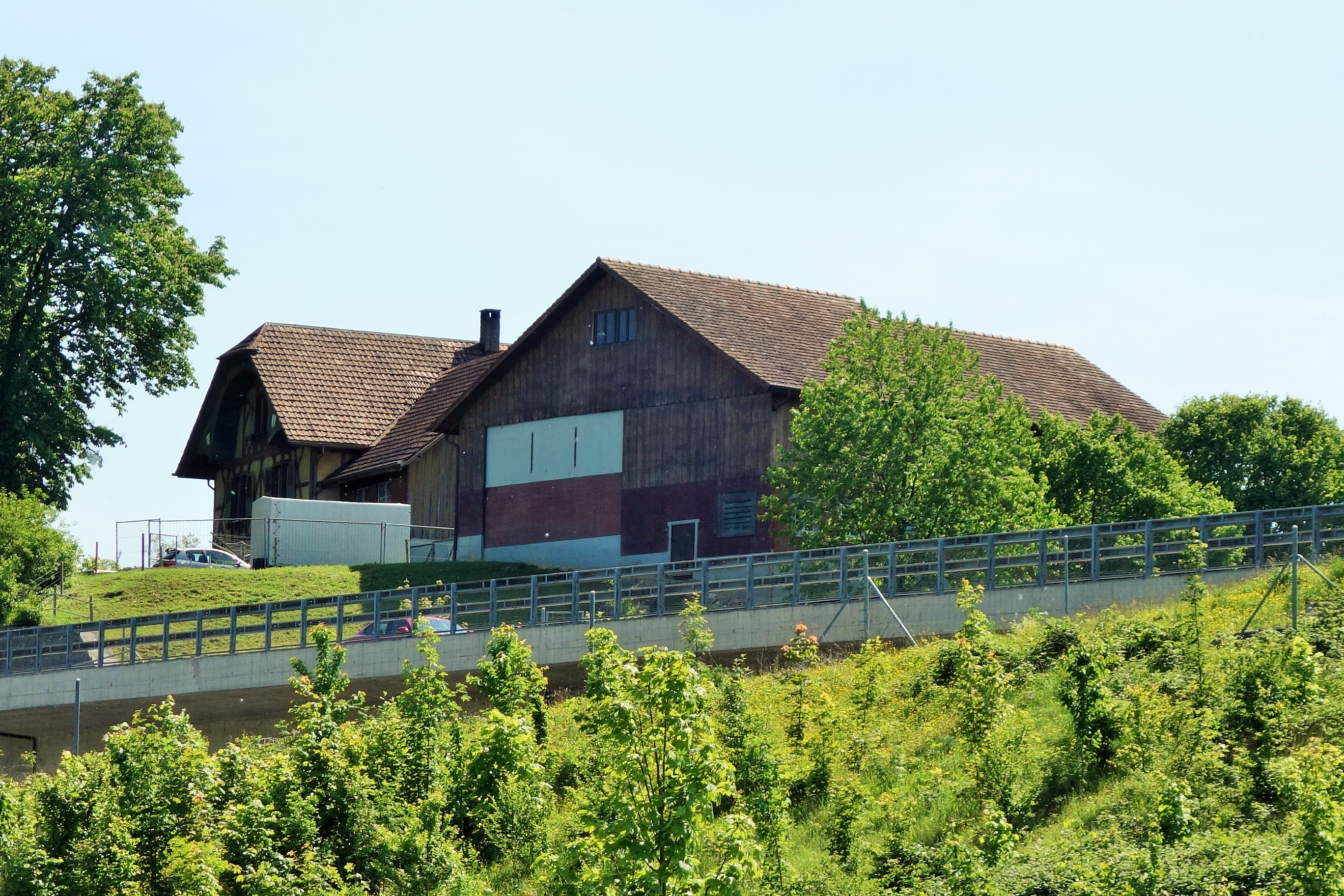
Infanteriebunker Hülften A 2762

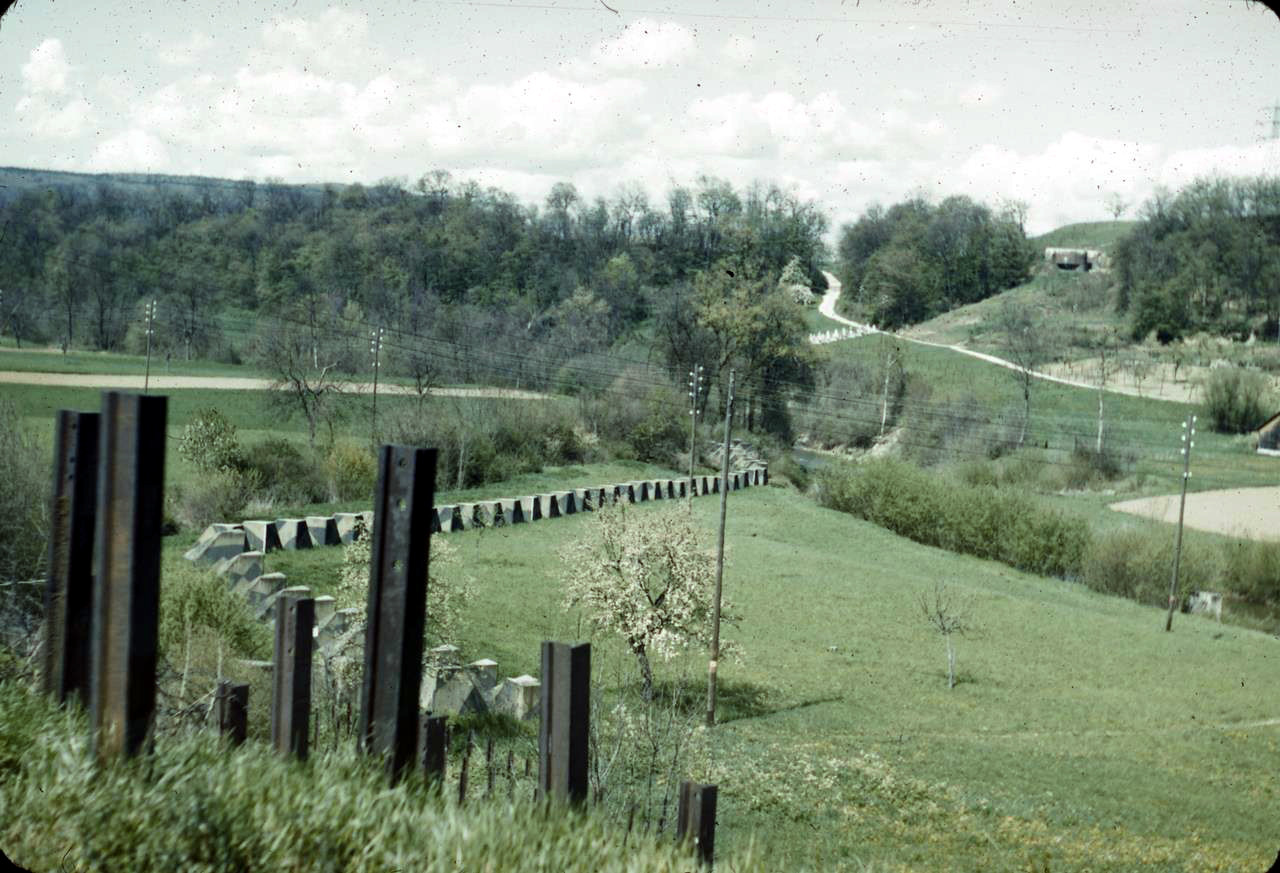
GPH Riedacher hinter der Ergolz, Füllinsdorf mit Bunker A 2749

Die Sperrstelle umfasst noch etwa 100 Objekte:
- Infanteriebunker Zelglihof A 2719 Birch Kaiseraugst ⊙
- Infanteriebunker Zelglihof A 2720 Birch Kaiseraugst ⊙
- Infanteriebunker Zelglihof A 2721 Birch Kaiseraugst ⊙
- Infanteriebunker Zelglihof A 2723 Birch Kaiseraugst ⊙
- Infanteriebunker A 2737 ⊙
- Infanteriebunker A 2739 ⊙
- Infanteriebunker A 2741 ⊙
- Infanteriebunker A 2742 ⊙
- Infanteriebunker A 2743 ⊙
- Infanteriebunker A 2744 ⊙
- Infanteriebunker A 2745 ⊙
- Infanteriebunker A 2746 ⊙
- Infanteriebunker A 2747 ⊙
- Infanteriebunker A 2748 ⊙
- Infanteriebunker A 2749 ⊙
- Infanteriebunker A 2750 ⊙
- Beobachter A 2760 (abgebaut) ⊙
- Infanteriebunker A 2761 ⊙
- Infanteriebunker Hülften A 2762 ⊙
- Infanteriebunker A 2764 ⊙
- Infanteriebunker A 2765 ⊙
- Infanteriebunker A 2766 ⊙
- Infanteriebunker A 2767 ⊙
- Infanteriebunker A 2768 ⊙
- Infanteriebunker A 2771 Augst ⊙
- Infanteriebunker A 2772 ⊙
- Infanteriebunker A 2775 ⊙
- Infanteriebunker A 2776 ⊙
- Infanteriebunker «Hochhaus» ⊙
- Infanteriebunker Bahngleis 1 ⊙
- Infanteriebunker Bahngleis 2 ⊙

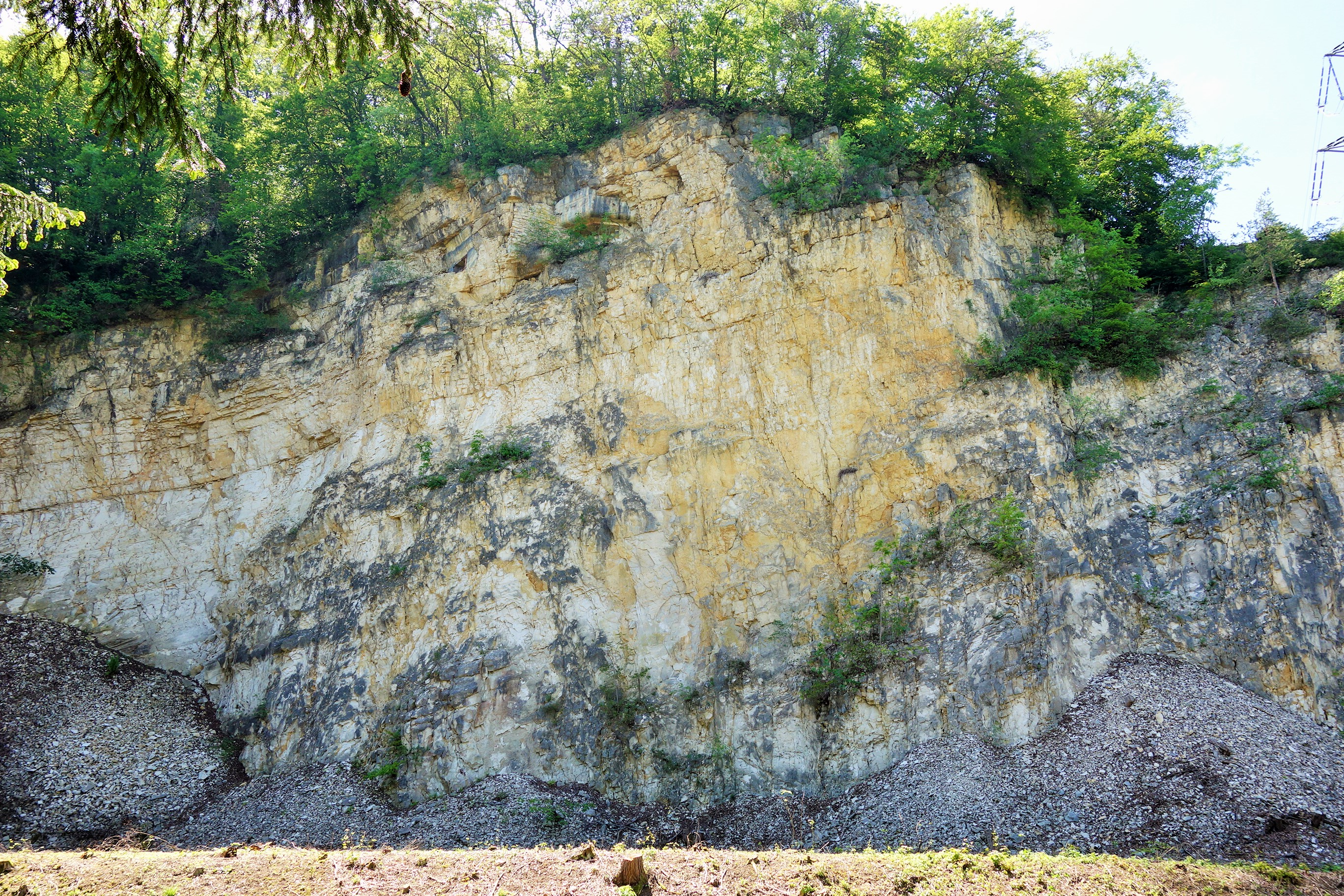
Felswerk für Artilleriebeobachter Adler

- Infanteriebunker Eichlenhof ⊙
- Infanteriebunker Buholz
- Infanteriewerk Schönenberg ⊙
- Infanteriebunker Rösli (Adlerpass, Pratteln)
- Felskaverne Artilleriebeobachter Adler Chäppeli ⊙
- Artilleriebeobachtungsbunker Adler Süd Ruine Madeln
- BBB-Hindernis Hülftenschanze ⊙
- Infanteriebunker Egglisgraben A 2796 Pratteln ⊙
- Infanteriebunker Egglisgraben A 2797 Pratteln ⊙
- Infanteriebunker Egglisgraben A 2798 Pratteln ⊙
- Infanteriebunker Egglisgraben A XXXX Pratteln ⊙
- Infanteriebunker Egglisgraben A 2804 Pratteln ⊙

## Sperrstelle Liestal

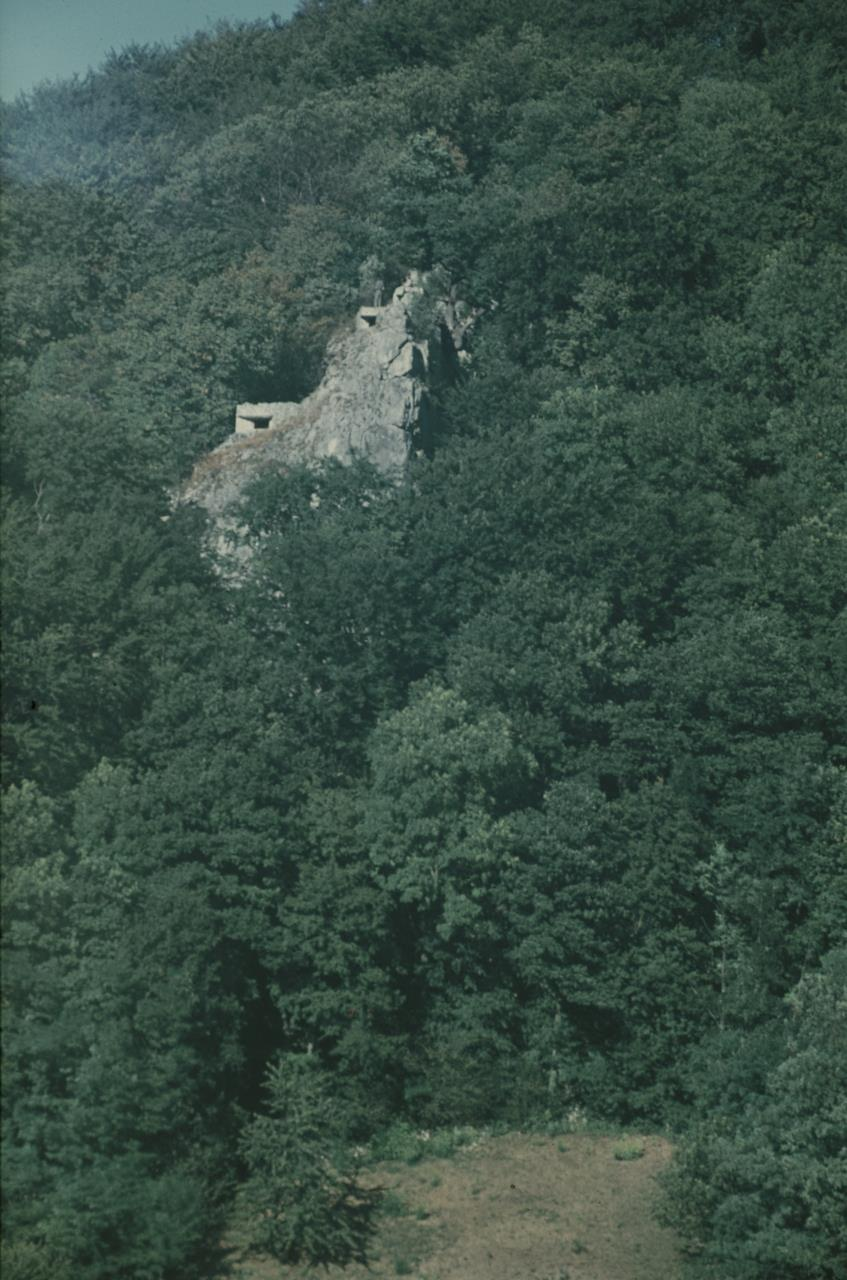
Beobachter A 3266/3267 Weideli (1939)

Die Sperrstelle Liestal hatte den Durchgang gegen den Oberer Hauenstein Richtung Balsthal zu sperren. Diese wurde durch die «Kampfgruppe Ergolz-Gempen» (Grenzregiment 48 mit 2900 Mann) besetzt.
- Infanteriebunker A 3252 Weideli ⊙
- Infanteriebunker A 3253 Weideli ⊙
- Infanteriebunker A 3254 Weideli ⊙
- Unterstände, ASU A 3256 Weideli ⊙
- Infanteriebunker A 3262/3263 Weideli ⊙
- Infanteriebunker A 3265 Weideli ⊙
- Beobachter A 3266/3267 Weideli ⊙
- Infanteriebunker A 3270 Weideli ⊙
- Infanteriebunker A 3284 Bintal ⊙
- Infanteriebunker A 3285 Bintal ⊙
- Infanteriebunker A 3291 Bintal ⊙
- Infanteriebunker A 3292/3293 Bintal ⊙
- Unterstand Munzachberg A 3286 ⊙
- Minenwerferstellung Munzachberg A 3287 ⊙
- Minenwerferstellung Munzachberg A 3288 ⊙

## Sperrstellen Diegter- und Homburgertal
Die Sperrstellen hatten einen feindlichen Durchmarsch durch die beiden Täler in Richtung des Schweizer Mittellandes aufzuhalten. Die Sperrstellen des Diegtertales reichen von Sissach bis zum Belchentunnel bei Eptingen. Diejenigen des Homburgertales von Diepflingen bis Läufelfingen und schliessen dort an die Sperrstelle Unter Hauenstein an.

## Sperrstellen Sissach bis Eptingen
- Infanteriebunker Ebenrain Mitte A 3567 Sissach ⊙
- Infanteriebunker Ebenrain West A 3568 Sissach ⊙
- Infanteriebunker Tenniken Ost A 3569 ⊙
- Infanteriebunker Tenniken West A 3570 ⊙
- Infanteriebunker Schlatten A 3571 Zunzgen ⊙
- Infanteriebunker Nästel A 3572 Zunzgen ⊙
- 7.5-cm-Infanteriekanonenschild Oberburg A 3573 Dietgen ⊙
- Infanteriebunker Tunnel A 3581 Eptingen ⊙
- Spinnen-Sperre und Bachsperre Eptingen-Oberburg ⊙
- Waffenstellung Rochadeachse Eptingen-Laufmatt-Läufelfingen ⊙

## Sperrstellen Diepflingen bis Läufelfingen
- Infanteriebunker A 3542 Diepflingen Ost ⊙
- Infanteriebunker A 3543 Diepflingen West ⊙
- Infanteriebunker Rümlingen Ost A 3544 ⊙
- Infanteriebunker Rümlingen West A 3545 ⊙
- Infanteriebunker Läufelfingen Ost A 3546 ⊙
- Infanteriebunker Läufelfingen West A 3547 ⊙
- Doppelschild FK 2×7,5 cm Feldkanone A 3548 Adlikerrank ⊙
- FK-Schild 7,5 cm Feldkanone A 3549 Adlikerrank ⊙
- Schild 7,5 cm FK/Tankbüchse A 3550 Adlikerrank später 1x Fest Mg 51/80 ⊙
- Infanteriewerk «Pulfisei» A 3554 Unterer Hauenstein ⊙
- Schild 7,5 cm A 3561 Hauenstein ⊙
- Infanteriebunker Trimbach Nord A 3562: 2 Mg 51/80 ⊙
- Infanteriebunker Trimbach Süd Trimbach A 3563: Fest Mg 51/80, 9 cm Pak 50/57 ⊙

## Bunkervereine
Im Herbst 2017 wurde der «Bunkerverein Diepflingen» gegründet, um die Bunkeranlage A 3542 in Diepflingen zu kaufen und ihn vor dem Verfall zu bewahren. Er soll als militärhistorisches Zeitdokument der Öffentlichkeit zugänglich gemacht und für die Nachwelt erhalten werden.
Die «Infanterievereinigung Baselland» betreut zusammen mit der «Infanterie-Stiftung» die Festungswerke Hülftenschanze, Farnsburg und Rümlingen. Die Stiftung bezweckt die Förderung des Wehrgedankens, unter anderem durch Besinnung auf Tradition und Geschichte der Truppen des Kantons Basel-Landschaft.
Die Festungswerke Infanteriebunker Birch, Sperrstelle Waldenburg, Infanteriebunker Kuhweid (Reigoldswil), Sperrstelle Angenstein und Festungswerke Kleinlützel (BL/SO) sind im Besitze anderer Eigentümer.